# VT-6
Escadron d'entraînement 6
Le Training Squadron 6 (VT-6) ou TRARON SIX  est un escadron d'entraînement primaire du Naval Air Training Command de l'US Navy. Créé en 1956, il est basé actuellement à la Naval Air Station Whiting Field, en Floride. Il est l'un des six escadrons du Training Air Wing Five (TRAWING FIVE).

## Mission
La mission du VT-6 est de fournir une formation en vol primaire à des étudiants aviateurs sélectionnés de la Marine américaine, du Corps des Marines, de la Garde côtière et de plusieurs nations alliées.
Le programme de formation du VT-6 consiste en environ 75 heures de temps de vol d'instruction dans l'avion T-6B Texan II et 50 heures dans un simulateur de vol. Pendant ce temps, chaque étudiant est parfaitement formé au contact, aux instruments de base, à la voltige de précision, aux instruments radio, à la formation et aux étapes de navigation de jour et de nuit de la formation en vol.

## Historique

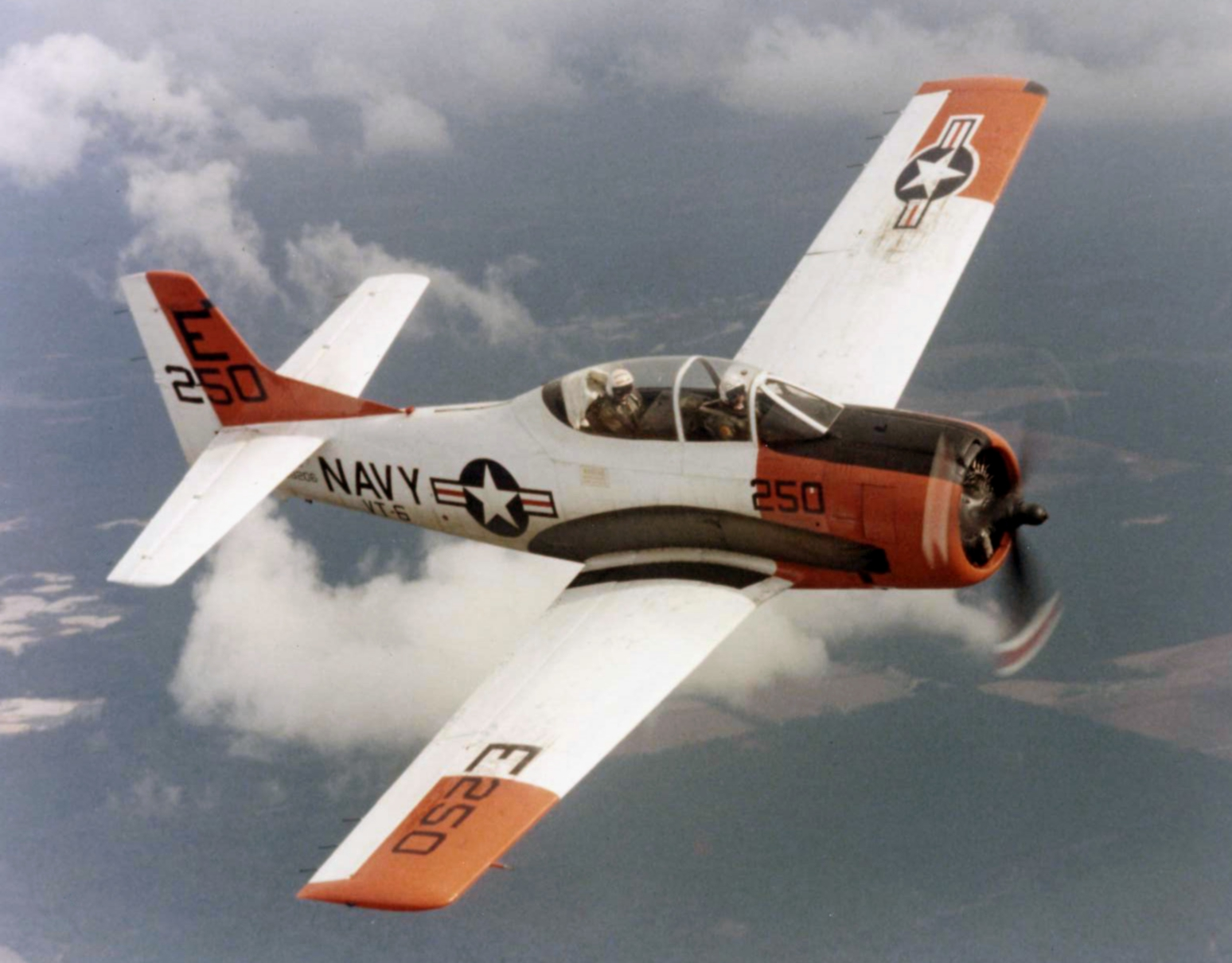
T-28 Trojan du VT-6 en 1975

Le 1er juillet 1956, le Multi-Engine Training Group (METG) a été créé au Naval Air Station Pensacola. À l'époque, les élèves aviateurs recevaient une formation primaire sur le T-34B "Mentor" et une formation intermédiaire sur le T-28B/C "Turbomentor". 
Le 1er mai 1960, METG a été rebaptisé Training Squadron 6 (VT-6) en tant qu'escadron principal stationné à bord du NAS Whiting Field à Milton, en Floride, aux commandes du TC-45 "Expeditor". À l'époque, le VT-6 offrait une formation en vol primaire et intermédiaire aux étudiants, ainsi qu'une formation en vol avancée aux étudiants dans le programme pour hélicoptères. À l'époque du T-28 "Trojan", le VT-6 fonctionnait comme un escadron d'entraînement complet, du primaire au avancé. Avec l'introduction du T-34C et du T-6B "Texan II", la mission du VT-6 s'est déplacée vers la seule formation primaire. Depuis lors, le VT-6 est l'un des cinq escadrons d'entraînement principaux de l'US Navy, responsable de la formation initiale des étudiants aviateurs de la marine.

## Galerie
|                                               |
| Hangar des T-6B Texan II au NAS Whiting Field |

|                                                    |
| Trois T-6B texan II en vol du Traing Air Wing Five |